# Škoda Artic

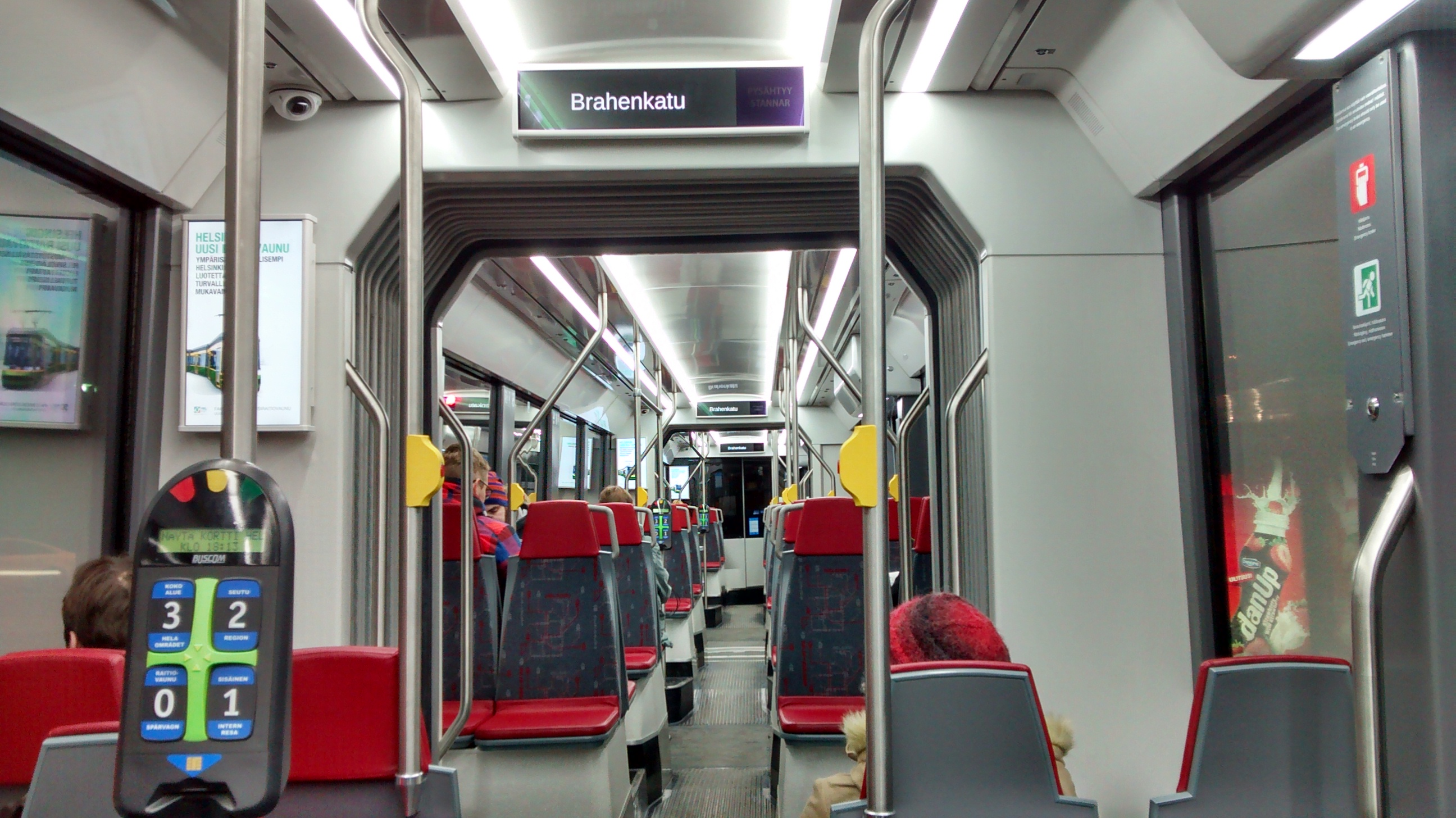
Interiör

Transtech Artic är en typ av ledspårvagn med låggolv, som tillverkas av Transtech Oy i Finland.
Transtech vann 2010 en upphandling av Helsingfors stads trafikverk för 40 nyutvecklade ledspårvagnar för Helsingfors spårvägar, med option för ytterligare 90. Två vagnar levererades 2013 för testning före beräknad leverans av återstående 36 vagnar mellan hösten 2015 och hösten 2018.
Artic har drivlina från tyska Voith GmbH, med åtta elmotorer på vardera 65 kW. Spårvagnen har fyra friroterande drivboggier (med rotation i z-led, "yaw rotation") för att öka framkomlighet och minska slitage i ett  spårvagnsnät som det i Helsingfors med snäva kurvradier. Spårvagnen är avsedd för hastigheter upp till 80 km/h och utnyttjar bromsenergin för uppvärmning av vagnarna.
Den första serietillverkade Artic-spårvagnen sattes i trafik i månadsskiftet januari-februari 2016.